# Какоко Этепе, Эммануэль
Эммануэль Какоко Этепе (фр. Emmanuel Kakoko Etepé; 22 ноября 1950, Киншаса) — заирский футболист, в составе национальной сборной участвовал в чемпионате мира 1974 года. В 2006 году был включён КАФ в шорт-лист из 200 человек, претендовавших на звание лучших игроков Африки за 50 лет существования конфедерации.

## Карьера

### В клубах
В Заире Какоко выступал в составе столичного клуба «Имана», с которым дважды становился чемпионом и обладателем Кубка страны. В 1981 году он переехал в ФРГ, где стал игроком «Штутгарт». В составе «швабов» он провёл только один гостевой матч против «Вердера» в сезоне 1981/82, а в следующем сезоне уже стал игроком «Саарбрюккена» из Оберлиги. Забив в 21 встрече лиги 14 голов, заирец помог команде выийти с первого места во Вторую Бундеслигу. В следующем сезоне он отличился 9 раз в 27 матчах чемпионата, а клуб финишировал десятым. Тем не менее, сезон 1984/85, который стал для Эммануэля последним в карьере игрока, он вновь провёл в Оберлиге, выступая за нойнкирхенскую  «Боруссию».

### В сборной
В составе сборной Заира Какоко принял участие в двух Кубках африканских наций: в 1972 году забил по одному голу в полуфинале с Мали и матче за третье место с Камеруном, но оба раза это не спасло команду от поражения, а в 1974 году, когда Заир стал победителем турнира, отметился в заключительном матче группового этапа с Маврикием.
На чемпионате мира 1974 года в ФРГ, где Заир проиграл все свои матчи, не забив ни одного гола, провёл полную встречу против Шотландии (0:2) и первый тайм игры против Югославии (0:9).
Всего за сборную Заира провёл 31 матч и забил 9 голов.

## Личная жизнь
У Эммануэля есть сын Янник, который родился в Саарбрюккене в 1990 году и выступал за юношескую сборную Германии на чемпионате мира 2007 года.

## Достижения

### Командные
Как игрока национальных сборных Заира:
- Чемпионат мира:
  - Участник: 1974
- Кубок африканских наций:
  - Победитель: 1974
  - Четвёртое место: 1972

Как игрока киншасской «Иманы»:
- Чемпионат Заира:
  - Чемпион: 1974, 1978
- Кубок Заира:
  - Победитель: 1974, 1978

Как игрока «Саарбрюккена»:
- Оберлига Зюд-Вест:
  - Чемпион: 1982/83 (выход во Вторую Бундеслигу)

### Личные
- Африканский футболист года:
  - Четвёртое место: 1974[4]